# Munkedals pastorat
Munkedals pastorat är ett pastorat som omfattar Munkedals kommun i Bohuslän, Västra Götalands län. Det tillhör Norra Bohusläns kontrakt i Göteborgs stift.
Pastoratet bildades som ett flerförsamlingspastorat 2013 och bestod av församlingarna, Foss, Svarteborg-Bärfendal och Sörbygden. Församlingarna gick samman 1 januari 2022 och pastoratet är därefter ett enförsamlingspastorat.
Pastoratskod är 080801.